# Dorfkirche Wehnsdorf

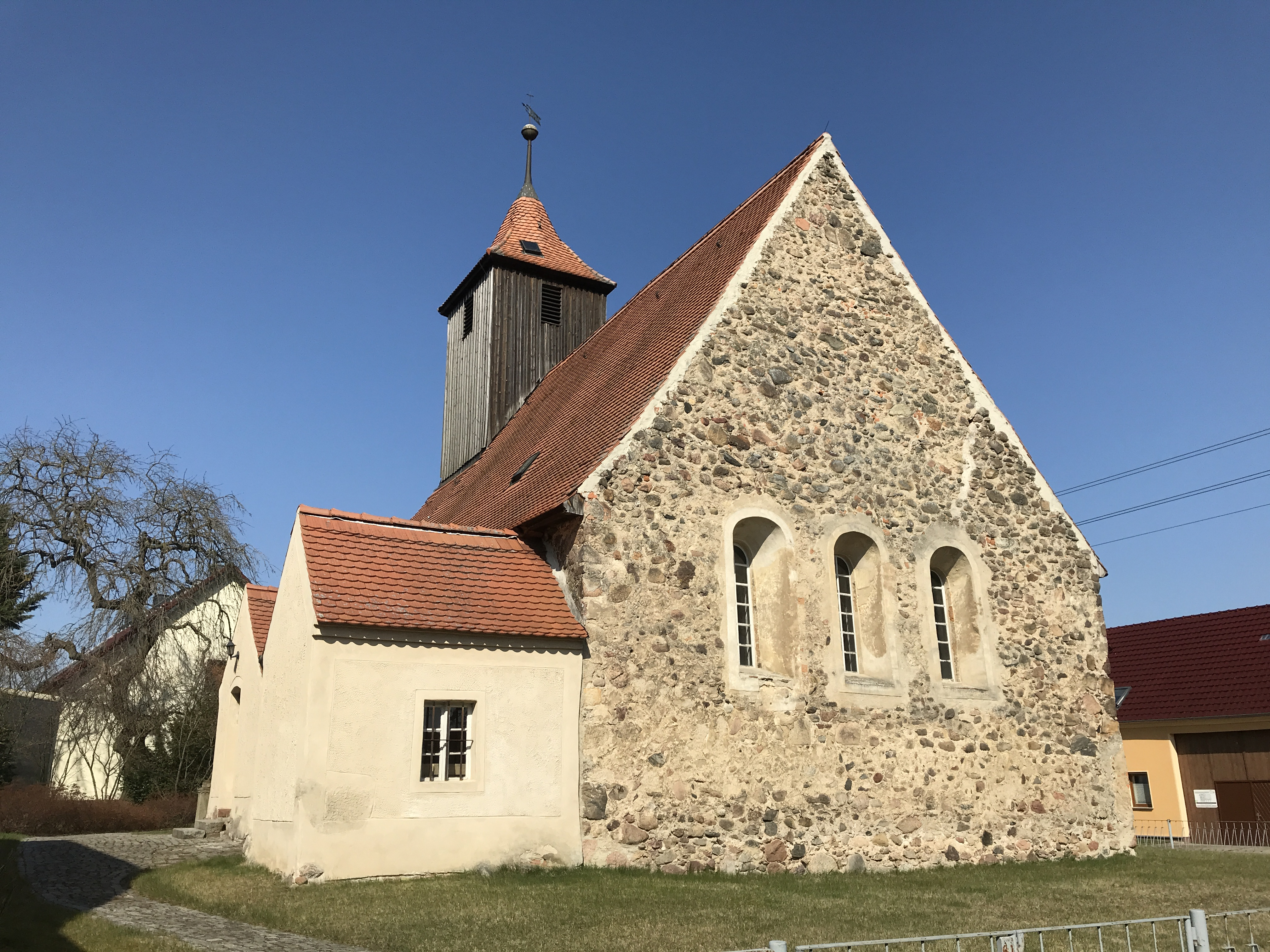
Dorfkirche Wehnsdorf

Die evangelische Dorfkirche Wehnsdorf ist eine Feldsteinkirche aus dem 15. Jahrhundert in Wehnsdorf, einem Ortsteil der Gemeinde Heideblick im Landkreis Dahme-Spreewald im Land Brandenburg. Die Kirchengemeinde gehört zum Kirchenkreis Niederlausitz der Evangelischen Kirche Berlin-Brandenburg-schlesische Oberlausitz.

## Lage
Die Straße Wehnsdorf führt von Nordwesten kommend in südöstlicher Richtung in den Ort. Die Kirche steht südlich der Straße auf einem Gelände, das mit einem Zaun eingefriedet ist.

## Geschichte
Der Sakralbau wurde im 15. Jahrhundert errichtet. Um 1675 vergrößerte die Kirchengemeinde die Fenster „barock“ und errichtete am südlichen Kirchenschiff zwei Anbauten. 1835 kam der Westturm hinzu. Um 1850 erhielt der Innenraum eine neue Ausmalung, die in den 1950er Jahren teilweise verdeckt wurde. Von 2007 bis 2008 legten Experten die ursprüngliche Malerei wieder frei und sanierten die Decke.

## Baubeschreibung

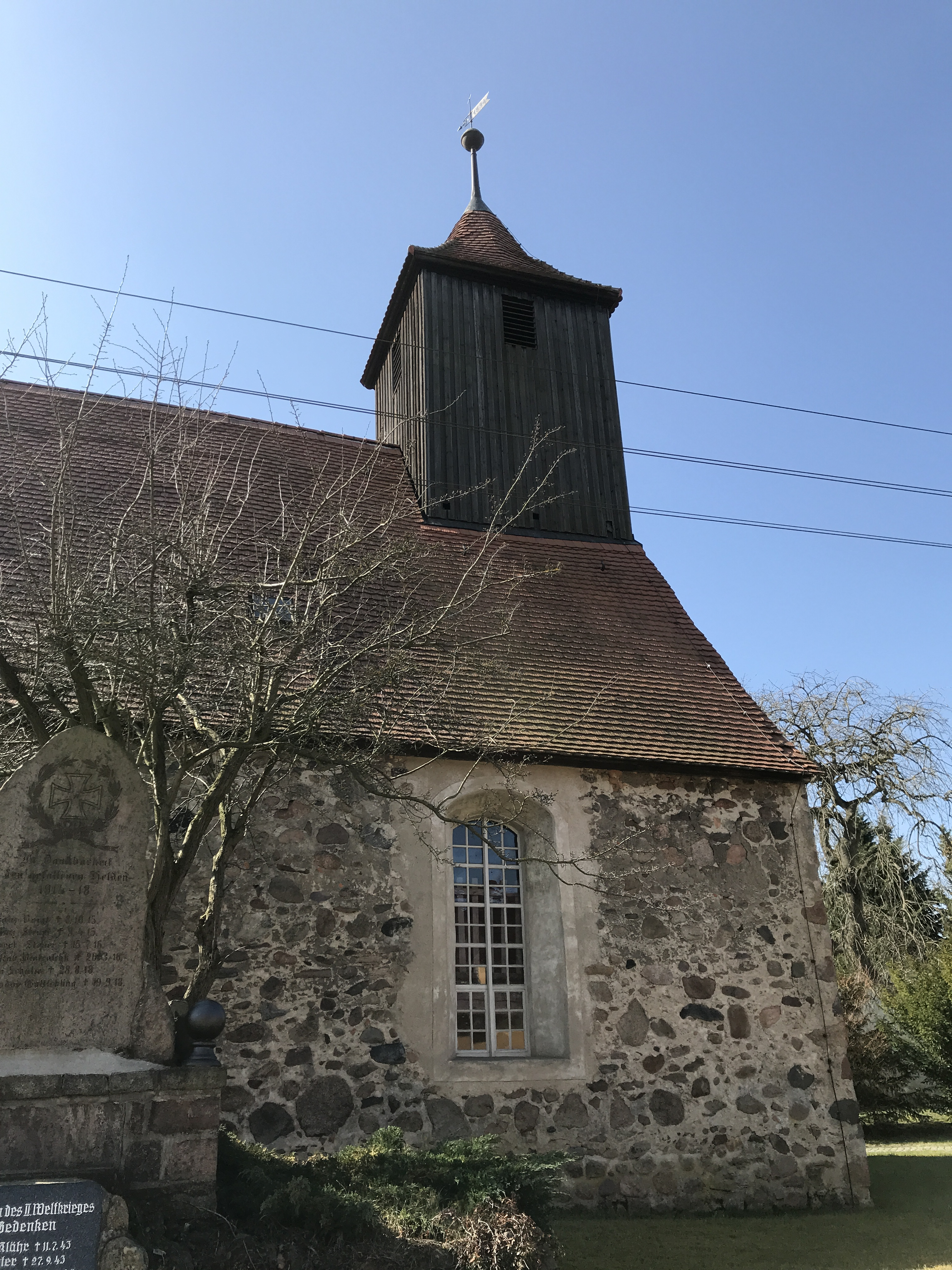
Westturm

Das Bauwerk wurde im Wesentlichen aus Feldsteinen errichtet, die nicht behauen und lagig geschichtet wurden. So entstand auch der Chor, der gerade und nicht eingezogen ist. An seiner Ostwand sind drei gleich große Rundbogenfenster mit verputzter Laibung, die aus der Bauzeit stammen dürften. Im Giebel sind keine Öffnungen.
Das Kirchenschiff hat einen rechteckigen Grundriss. An der Nordseite sind zwei große, gedrückt-segmentbogenförmige Fenster, die um 1675 entstanden und vermutlich zwei kleinere Vorgängeröffnungen ersetzen. An der Südseite sind zwei rechteckige Anbauten. Sie wurden aus Mauerstein errichtet, die anschließend verputzt wurden. Der östliche Anbau dient als Sakristei, hat an der Ostseite ein kleines, hochrechteckiges Fenster. Es folgen zwei weitere Fenster an der Langhausseite sowie ein Vorbau mit einer Pforte an seiner südlichen Seite. Kirchenschiff und beide Anbauten tragen ein schlichtes Satteldach, das mit Biberschwanz gedeckt ist.
Der verbretterte Westturm erhebt sich über der fensterlosen Westfassade. Der quadratische Aufsatz hat an jeder Seite eine hochrechteckige Klangarkade. Darüber ist ein Pyramidendach, das mit Turmkugel und Wetterfahne mit der Aufschrift 1994 abschließt.

## Ausstattung
Das Altarretabel stammt aus der Zeit um 1720/1730 und steht auf einer mittelalterlichen Mensa. Im Altarblatt ist die Kreuzigung Christi mit Maria abgebildet. Der Aufsatz ist einer Ädikula nachempfunden und mit Fruchtgehängen und Akanthus an den Wangen verziert. Darüber ist eine Kartusche, die mit einer Strahlenglorie und dem Namen Gottes abschließt.
Die Kanzel besteht aus einem polygonalen, hölzernen Kanzelkorb und entstand im 19. Jahrhundert. Der Korb steht auf einem steinernen Fuß aus dem 17. Jahrhundert. Die runde Fünte aus dem Jahr 1673 ist schlicht und steht auf einem quadratischen Fuß. Sie entstand vermutlich zusammen mit dem Kanzelfuß. Hinter dem Altar steht ein Kirchenschrank mit den Bildern der Evangelisten. Die Gemälde stammen aus dem Ende des 17. Jahrhunderts und konnten ursprünglich die Felder eines Kanzelkorbs gewesen sein. An der Nord- und Westseite steht je eine Empore mit Brüstungsmalereien; die nördliche stammt vermutlich aus dem 17. Jahrhundert.
Das Bauwerk ist in seinem Innern flach gedeckt und mit einer klassizistischen Stuckmalerei aus der Mitte des 19. Jahrhunderts verziert.
Vor der Nordseite des Kirchenschiffs erinnert ein Denkmal an die Gefallenen der Weltkriege.